# Vikinzi
Riječ Viking danas označava stanovništvo koje je u ranom srednjem vijeku živjelo na prostoru Skandinavije, točnije na prostorima današnje Švedske, Norveške i Danske. Često se upotrebljava i naziv Normani (»ljudi sa Sjevera«), no on je ipak više korišten za one Vikinge koji su zaposjeli današnju Normandiju, kao što je naziv Varjazi često korišten za srednjovjekovne skandinavske doseljenike u današnjoj Rusiji, Ukrajini i nekadašnjem Bizantu.
U posljednje se vrijeme čuju mišljenja da bi se naziv Viking trebao koristiti samo za one stanovnike Skandinavije (Skandinavskog poluotoka i Danske) koji su u srednjem vijeku izvodili pljačkaške pohode diljem tada poznatog svijeta. No ovdje nećemo koristiti takvo, reducirano, značenje jer su »oni koji su pljačkali« i »oni koji nisu« teško razdvojivi iz više razloga, od toga da ni svi koji su plovili nisu pljačkali, nego su trgovali, ili naseljavali nenastanjena područja, do toga da je cjelokupna kultura i ratnika i neratnika nerazdvojiva, dobar je primjer umjetnost: rezbarije u drvetu se nalaze i na vikinškim lađama i na kršćanskim crkvama što su nicale potkraj vikinškog razdoblja.
Porijeklo riječi nije u potpunosti razjašnjeno, te tako postoji nekoliko objašnjenja:
- lat. vikus (selo), odnosno staroengleski wic (trgovačko središte, luka) pa bi riječ značila »oni koji posjećuju trgovačke luke«
- engl. week (tjedan) jer su napadi trajali oko tjedna
- staronordijski vik (zaljev), dakle, »oni koji dolaze iz zaljeva«
- Viken − ime fjorda u blizini Osla (možda su odatle potjecali sudionici prvih napada)

Razdoblje njihovih aktivnih pohoda diljem Europe naziva se vikinškim dobom i traje oko 250 godina. Prvi zabilježeni napad zbio se godine 793. kada su napali samostan Lindisfarne na engleskoj obali, a posljednji 1066. kada Vilim Osvajač napada Englesku.
Vrijeme je to vrhunca i propasti Franačke države, nakon propasti Zapadnog Rimskog Carstva životari još ono Istočno, Bizant, sa središtem u tadašnjem Konstantinopolu (današnji Carigrad ili Istanbul), a preko Gibraltara se na područje današnje Španjolske širi Kalifat. 

## Vikinški pohodi
Često se vrlo pogrešno smatra da su Vikinzi isključivo pljačkali, no vrlo je pouzdano da su upravo oni razvili najrazgranatiju trgovačku mrežu srednjega vijeka spajajući Istok sa Zapadom, Sjever s Jugom.

### Istočne rute
U smjeru istoka europskog kontinenta odlazila su plemena koja su naseljavala prostore današnje Švedske. To se prije svega odnosi na pohode prema prostorima današnje Ukrajine, Rusije i nekadašnjeg Bizanta. Interesantno je da su upravo Vikinzi uz pomoć istočnoslavenskog plemena Poljana osnovali prvu kijevsku kneževinu u današnjoj središnjoj Ukrajini, koja se potom proširila na prostore Bjelorusije i zapadne Rusije. Kneževina se postepeno forimrala kao država Kijevska Rus' i tijekom 11. stoljeća je postala jedna od najuspješnijih europskih država. Možda je zgodno reći da su imena poput Igor (Ihor) ili Olga (Olha) koja danas smatramo tipično ruskima ili ukrajinskima potječu od skandinavskih Ingvar i Helga. Što se kurioziteta u vezi Bizanta tiče, Vikinzi su ondje vjerojatno kao i kod Poljana radili kao svojevrsni tjelohranitelji vladara, a bili su poznati pod imenom Varjazi ili Varangici. O njihovim pohodima svjedoče mnogi kameni stećci ispisani runama.

### Zapadne rute
Norveški su se Vikinzi isprva naselili na otoke sjeverno od Škotske. Naseljavanje na, na primjer Shetland ili Orkney proteklo je u miroljubivu ozračju. Ti su naseljavatelji bili seljaci koji su zbog nepogodne klime, neplodne zemlje, a moguće i zbog bolesti napustili svoje naseobine na sjeveru.
Uskoro su se na put dala i danska plemena, a pohodi su se ubrzo proširili i na prostore današnje Irske (gdje su osnovali brojne gradove, između ostalih i Dublin) i Ujedinjenog Kraljevstva. Tako je kralj Alfred od Wessexa bio uskoro primoran da se dogovori s njima da će pohoditi samo krajeve sjeverno od Temze. Vikinzi koji su se nastanili na ovima prostorima ubrzo su primili kršćanstvo, osnovali su mnoge gradove i postupno se asimilirali.
U sljedeća dva stoljeća niti jedno mjesto na zapadnoj europskoj obali nije bilo sigurno pred njihovim napadima, a o čemu možda ponajbolje svjedoči molitva koja se molila u francuskim samostanima: De furore Normannorum libera nos, Domine. (Oslobodi nas, Bože, od mahnitanja Normana.)
Osim samog pljačkanja, postoje zapisi da su običavali tražiti novac za sigurnost da neće napasti, uvelike slično današnjoj mafijaškoj praksi. 
Nakon smrti franačkog kralja Karla Velikog ulaze i na područje današnje Francuske i zauzimaju Pariz na Uskrs 885. Nakon dugotrajnog teroriziranja francuski je kralj Karlo Jednostavni godine 911. spasio zemlju jednim ingenioznim planom. Naime, ponudio je jednom od najproblematičnijih vikinških vođa, Rollu, dio svoje zemlje oko Seine u zamjenu za zaštitu ostatka zemlje od ostalih Vikinga. Ime Normandija je to područje dobilo upravo po njima. I ovi su se Vikinzi počeli baviti poljoprivredom i trgovinom i uskoro se asimilirali.   
Manji posjedi u Skandinaviji su se postupno ujedinili i nastale su prve države. No već u 9. stoljeću, u Norveškoj, za kralja Haralda Lijepokosog, dolazi do nezadovoljstava njegovim pokušajima da uspostavi kraljevsku vlast nad lokalnim vladarima, konunzima. Tako se skupilo nekoliko tisuća porodica koje su između 870. i 930. krenule na zapad. Stigli su na nenaseljeni Island i osnovali koloniju. 
Islanđanin Erik Crveni protjeran s Islanda zbog ubojstva plovi na zapad do Grenlanda. On ni tada nije bio, iako mu to ime govori, zelena zemlja. Prosječna je ljetna temperatura bila viša od današnje za 1°C, no vjerojatnije je da je ime marketinški produkt Eirika Crvenog kako bi pridobio ljude da krenu s njim i osnuju koloniju. I zaista, 985. godine 25 brodova s nekoliko stotina ljudi kreće prema Grenlandu kamo stiže svega 13 brodova.
Tamo su osnovali dvije kolonije koje su postojale oko 500 godina prije nego što su nestale, najvjerojatnije zbog toga što kroz nekoliko stoljeća  Norveška, pod čiju je vlast Grenland bio pao, nije slala brodovlje s namirnicama. Norveška je uvela monopol na trgovinu s Grenlandom, a kako je stanovništvo postupno siromašilo nisu mogli plaćati danak još nekome da im šalje namirnice. Pomogla nije ni promjena klime koja je došla u 14. stoljeću; područje leda sve se više širilo, a s njim stižu i Eskimi. Grenlanđani se nisu asimilirali s Eskimima, niti su prihvatili njihov način života, i čini se da je upravo to bilo kobno po kolonije. Pronađeni su ostaci 300-tinjak farmi, 17 crkvi i 2 samostana.
Danas se pretpostavlja da je Leif Ericsson zvani Sretni, inače sin Erika Crvenog krenuo iz Grenlanda dalje na zapad došavši do zemlje koju su nazvali Vinland (što, čini se, ipak nema veze s riječi vin (vino), već označava travnatu dolinu). Osim priča iz islandskih saga, postoje i materijalni dokazi, ostaci kuća u zaljevu L'Anse aux Meadows u Newfoundlandu. Čini se da su Vikinzi ondje boravili svega nekoliko godina, a razlog zašto su otišli nije pouzdano utvrđen. I u Labradoru je pronađeno nekoliko predmeta koji bi mogli pripadati Vikinzima. Interesantno je i da je u indijanskoj naseobini u američkoj državi Maine pronađena norveška kovanica koja datira između 1067. i 1093.

## Vikinški brodovi
Vikinzi su pravili dva tipa brodova: dugačke i uske, za rat i kraće,široke i stabilnije za trgovinu i transport. Razvili su brod bez palube, s kobilicom i ojačanim koritom koji se naziva drakar. 
Ratni brodovi su bili lagani, stabilni i laki za manevriranje. Bili su nevjerojatno brzi i moglo se njima doći veoma blizu obale, tako da mještani nisu uspjevali organizirati obranu.
Tipično za vikinške ratne brodove bila je glava zmaja ili nekog vodenog čudovišta, koja je stajala naprijed na vrhu i svojim otvorenim čeljustima i razrogačenim očima plašila neprijatelje. U to doba cijela Europa je bila u strahu od vikinškog napada i izgovarali su molitvu: "Od normanskog bijesa, čuvaj nas mili Bože".  
Upravo tako dobri brodovi omogućili su im nevjerojatnu mobilnost. Stići na četiri kontinenta (u vrijeme kada se za samo tri znalo!!) u ranom srednjem vijeku doista je impresivno.
Ne zna se pouzdano što im je služilo za navigaciju. Pretpostavlja se da su plovili u blizini obale što su dulje mogli, a na pučini su se vjerojatno orijentirali prema pticama, zvijezdama, smjerom valova, o čemu svjedoči Haukova saga.

## Oružje
Najvažnije vikinško oružje bio je mač. Oštrica mača bila je duga oko 90 cm, a široka oko 10. Čini se da su vrlo cijenili oštrice uvezene iz Franačke; njima bi sami dodavali balčake koji su često bili ukrašeni raznim ornamentima.
Koristili su i luk i strijele. Postojali su različiti lukovi za različite svrhe. Neki su bili dugi i do 2 metra! Uglavnom su ih izrađivali od tise.
Tu su još i sjekire i koplja. A za obranu i štitovi uglavnom okrugloga oblika. Nisu pronađene nikakve kacige koje bi imale rogove! 
Ratna se strategija Vikinga sastojala od nenadanog napada pri kojem bi ugrabili sve što je vrijedno, a potom jednako brzo odjurili na pučinu. Većina napada nije bila pomno planirana niti strateški komplicirana, iako je bilo i takvih koji su svjedočili o vrlo razvijenoj organizaciji i vojničkim vještinama.

## Novac
Vikinzi su se prije no što su počeli kovati vlastite kovanice služili kovanicama naroda s kojima su došli u doticaj. Prva vikinška kovnica novca bila je u Hedebyju, na granici Danske i Njemačke. Motivi vikinških kovanica bili su brodovi, životinje, kuće.
Vikinške kovanice nisu imale nominalnu vrijednost, vrijedile su prema svojoj težini. Kad ih je trebalo »usitniti« rezale su se na komadiće. Čistoća materijala provjeravala se zarezivanjem kovanica.
Osim vikinških, pronađene su i kovanice Bizantskog Carstva, Kalifata, Svetog Rimskog Carstva Njemačkog Naroda, Engleske (čak više nego u samoj Engleskoj! No ne zato što su ih Vikinzi toliko poharali, nego zato što su se za engleskog kralja Edgara sve kovanice talile i nanovo kovale svakih pet do šest godina). Pronađene su još i franačke i frizijske kovanice. Sve su ove kovanice, kao i originalne vikinške, Vikinzima vrijedile isključivo prema svojoj težini. 
Osim kao platežno sredstvo, kovanice su Vikinzima služile i kao − nakit. Neke bi probušili i nizali na razne načine, a neke bi rastopili i stvarali nešto potpuno novo (narukvice, ogrlice, broševe…).

## Život Vikinga
Unatoč vrlo rasprostranjenoj slici Vikinga, čini se da je zapravo vrlo mali broj njih sudjelovao u vikinškim putovanjima. Većina Vikinga bili su miroljubivi seljaci i obrtnici.
Živjeli su u manjim seoskim naseljima. Nastambe su bile pravokutne i izdužene s niskim zidovima od pletera i gline ili drveta. Središtem kuće dominira ognjište koje zauzima najveći dio nastambe. Vatra je bila i izvor topline i izvor svjetlosti. Otvor za dim najčešće se nalazio ponad ognjišta ili na zabatu. Prozora ili nije bilo ili bi bio jedan maleni. Duž zidova su se nalazile ugrađene klupe koje su služile za sjedenje i spavanje.
Uzgajali su zob, raž, ječam, pšenicu, sakupljali su razne plodove poput šljiva, divljih jabuka, orašasto voće. Također su uzgajali i krave, koze, ovce, svinje i perad: kokoši, guske, patke. Važan izvor hrane bili su im i lov  i ribolov. Vjerojatno najpoznatije vikinško piće je medovina koju su pravili od meda; dakle, bavili su se i pčelarstvom. 
Rogovi stoke su se često koristili za pijenje pića; tu su i drvene i keramičke zdjele, a ima i staklenih čaša, no one su isključivo uvezene. 
Konji su se vrlo visoko cijenili, o čemu svjedoče i nordijski mitovi. 
Trgovina je bila važan izvor prihoda. Vikinzi su nudili krzna divljih životinja (lisica, medvjeda, vjeverica, risova, kuna...), pčelinji vosak i med, katran, sušenu ribu, željezo i predmete od njega.

## Središta
Sela koja su se u početku sastojala od odvojenih gospodarstava s po nekoliko zgrada (jedne glavne i nekoliko pomoćnih) polagano su se počela pretvarati u veća trgovačka središta. Naravno, samo ona koja su i prije bila trgovački punktovi. 
Najpoznatija su ova središta:

### Birka
Smještena u središnjoj Švedskoj na jezeru Mälaren (nedaleko današnjeg Stockholma) imala je strateški važan položaj jer se nalazila u sjecištu nekoliko trgovačkih ruta. A kako je vodostaj u vrijeme Vikinga bio oko 5 m viši no danas, Birki je tada bilo lakše prići no danas. Tu se moglo naći proizvode od stakla, vune, svile.
Birka je jedno od prvih mjesta u Švedskoj koje je prihvatilo kršćanstvo.
To je jedno od najvrednijih arheoloških nalazišta iz vikinškog doba.
Danas je Birka važan turistički centar.

### Sigtuna
Također je bila smještena na jezeru Mälaren, a na važnosti je dobila u 10. stoljeću. Zbog podizanja razine tla pristup Birki postaje otežan te Sigtuna postaje najjači trgovački centar. 
Prva vikinška kovnica novca na prostoru današnje Švedske bila je upravo u Sigtuni oko 995.−1000. Dakle, ovdje je iskovan prvi švedski novac, a prvi poznati kovači novca bili su Olof Skötkonung i njegov sin Anund Jakob.

### Ribe (Danska)
Smješten u južnom Jutlandu u Danskoj

### Kaupang
Na južnoj obali Norveške.

### Hedeby
Ovdje je iskovan prvi vikinški (a i norveški) novac.

Te nekoliko lokacija u današnjoj pokrajini Schleswig u sjevernoj Njemačkoj.

## Vikinško društvo
Vikinško je društvo poznavalo socijalnu stratifikaciju. Na vrhu piramide bili su lokalni vladari-kraljevi, tzv. konunzi. Mitologija nam govori kako su se visoko cijenili ratnici, a na samom su dnu bili oni bez slobode, robovi.
Položaj žena je, kad uzmemo u obzir srednjovjekovne prilike u Europi, prilično dobar. Bile su neovisne i jake, a postoje i indicije da su bile i zajedljive i drske. (Hogarova je Helga, dakle, vjeran primjer). Kada je glava kuće bio odsutan, bilo zbog lova, pljačkaških pohoda, trgovine ili čega drugoga, žene su vodile posjed. Imale su pravo same izabirati supruga, a smjele su se i odlučiti na razvod. Pritom je bio običaj da muž i dalje skrbi o ženi i obitelji (bilo je to pitanje časti na koju su Vikinzi mnogo polagali). 

Mnoge sage i runski zapisi svjedoče o moćnim vikinškim ženama.
Vikinško je društvo imalo vrlo razvijen pravni sustav, koji je tada bio najdemokratičniji u cijelom svijetu. Postojala je javna skupština, Thing, na kojoj su svi slobodni ljudi imali pravo govoriti. Tu su se donosili i zakoni, i to javnim glasovanjem. Čak je postojalo svojevrsno zanimanje »zakonogovornika«, u svakoj je zajednici postojao čovjek koji je znao zakone napamet. Kasnije su zakoni zapisani što nam je omogućilo da vidimo da su postojale lokalne varijacije zakona.
Iako su podaci još uvijek nedostatni, danas se pretpostavlja da su se tijekom 11. st. lokalni posjedi formirali u veće cjeline koje su vremenom postale kraljevstva, dansko, švedsko i norveško.

## Religija
Ne zna se pouzdano kada su svećenici s kontinenta počeli širiti kršćanstvo po Skandinaviji, no kako se godinom kristijanizacije Skandinavije smatra 1050. (nekoliko stoljeća kasnije nego u ostatku Europe), čini se da je to bio polagan i mukotrpan posao.
Prije kršćanstva, Vikinzi su imali bogatu mitologiju (danas je zovemo nordijskom) i štovali su niz bogova prinoseći im razne žrtve. Čini se da se ponekad prinosila i ljudska žrtva.

## Umjetnost
Govoreći o umjetnosti, prvenstveno mislimo na rezbarije u drvu, osobito cijenjene u Vikinga, i ornamente izrađene od metala (bronce, srebra, zlata…), to je u pravom smislu primijenjena umjetnost jer je nalazimo na predmetima za svakodnevnu upotrebu i dekoraciju. 
Vikinzi su koristili vrlo žive boje, kako u tekstilu, tako i u arhitekturi, te rezbarijama svih vrsta u svim materijalima. Tekstil je bojan pomoću biljnih boja, kamen i drvo različitim prirodnim pigmentima, a boja kod metala dobivala se upotrebom različitih metala.
Iako su zoomorfni ornamenti najrašireniji, primjećuju se brojni motivi preuzeti od naroda s kojima su imali kontakta.
Čak se nekoliko stilova može razlikovati u vikinškoj umjetnosti.
- U 9. stoljeću pojavljuje se stil zakačenih životinja. Taj se stil odlikuje figurama životinja koje se međusobno isprepliću, bore i grizu tvoreći dramatične prizore prepune dinamike.
- stil Broa, nazvan prema nalazištu Broa u Gotlandu u Švedskoj.
- stil Borre, prema mjestu Borre u Vestfoldu u Norveškoj, nalikuje stilu zakačenih životinja, ali ga karakterizira jedan dodatak − životinje imaju uši nalik onima u Mickeya Mousea, a cijeli dizajn poprima oblik trokuta te dobiva okvir.
- stil Jellinge, prema Jellinge u Danskoj, razvija prikaz životinja iz profila i to u trakastom obliku, on se razvija u sljedeći,
- stil Mammen
- u Norveškoj se u 11. st. razvija stil Ringerike. Za njega je karakteristična pojava biljnih ornamenata, no još uvijek dominiraju motivi trakasto oblikovanih životinja.
- stil Urnes dobio je ime prema drvenoj crkvi iz 11. st. Čini se da se razvio iz prethodnog stila, a dominantan je bio između 1050. i 1150.
- stil runskog kamenja u Švedskoj pandan je prethodnom stilu.

Posljednji proplamsaj vikinške umjetnosti su runski zapisi na kamenim stijenama i rezbarije u drvetu u kršćanskim crkvama (bile su uglavnom izgrađene od drveta, koje je i danas u Skandinaviji najzahvalniji građevinski materijal).
Nakon kristijanizacije u 11. stoljeću prevlast preuzima romanski stil s dominacijom biljnih ornamenata.
Vikinški dosezi u zlatarstvu i srebrnarstvu bili su izuzetni, čak uspoređujući i s današnjom filigranskom izradom,  a kada uzmemo u obzir da su majstori tada predmete izrađivali bez pomoći čak i naočala!

## Rune
Jezik kojim su se Vikinzi služili danas nazivamo staronordijskim, njime su se bez većih problema mogli sporazumijevati na cijelom skandinavskom prostoru. A dugo se zadržao i na prostorima na koje su se Vikinzi naselili: Orkney, Shetland, mjestimično u Irskoj, Novgorodu i na otocima koje su Vikinzi naselili: Island i Ferojski otoci.
Grafemi kojima su se služili nazivaju se runama. Runama se zapravo nije pisalo, one su se urezivale. Najstariji runski alfabet (koji se prema prvim slovima naziva futhark) sadržavao je 24 znaka. Od oko 360 zapisa starijim futharkom na Kontinentu je pronađeno 60-ak. nalaze se na oružju, nakitu i stijenama. Pretpostavlja se da su se rune ponajviše urezivale u drvo, no ostatci nisu sačuvani.
U 7. i 8. stoljeću dolazi do mnogih jezičnih, prije svega fonetskih, promjena. S njima se mijenja i futhark. Nastaje tzv. mlađi futhark kojeg karakterizira reduciranje broja znakova na svega 16. 
Latinica se počela širiti s kršćanstvom i postupno potisnula rune, ali one su se sporadično upotrebljavale i u 19. stoljeću.
Runski zapisi koji su nam sačuvani su uglavnom oni na kamenim stijenama, a potječu iz 9. stoljeća. Postavljeni su na mjesta gdje su trebali biti viđeni, duž putova i plovnih rijeka. Uglavnom svjedoče o smrti ili nestanku pojedinih Vikinga. Podizali bi ih rođaci poginulih, no mogu se pronaći i primjeri u kojima, na primjer, lokalni moćnik daje svijetu do znanja o svojoj nazočnosti i postignućima.

## Zablude
O vikinzima postoji i nekoliko općepoznatih, ali pogrešnih zabluda:
- Pljačkanje - Često se vrlo pogrešno smatra da su Vikinzi isključivo pljačkali, no vrlo je pouzdano da su upravo oni razvili najrazgranatiju trgovačku mrežu srednjega vijeka spajajući istok sa zapadom i sjever s jugom.

- Kacige s rogovima - Vikinzi, naime, nikada nisu nosili kacige ukrašene rogovima. Iako su one danas gotovo zaštitni znak Vikinga, upućeni kažu da bi se svaki arheolog koji proučava vikinške ostatke duboko uvrijedio kada bi iskopao takvu kacigu. Zabluda ipak ima korijene u jednoj pronađenoj rogatoj kacigi, no ona datira daleko prije vikinškog doba, a vjeruje se da je služila u obredne svrhe, dakle, nosili su je povlašteni i nipošto nije bila namijenjena masovnoj proizvodnji niti masovnom korištenju.

- Higijena - Ne samo da nisu bili neuredni, već su u kontekstu srednjega vijeka neuobičajeno uredni. Kosu su češljali svakoga dana, a svatko je imao svoj vlastiti češalj, kupanje je bilo svake subote, o čemu svjedoči i ime toga dana (švedski lördag, norveški lørdag), a pritom su koristili i sapun. Često su mijenjali odjeću. Koristili su se saunom. Postoje zapisi o tome da su engleski muškarci uvelike zavidjeli Vikinzima jer su ih Engleskinje, čini se upravo zbog urednosti, više voljele.

## Vanjske poveznice
- (engl.) Povijest vikinga na stranicama BBC-a
- (engl.) Vikinzi na danskim prostorima  Arhivirana inačica izvorne stranice od 27. rujna 2014. (Wayback Machine) na copenhagenet.dk
- (hrv.) Vojna povijest Vikinga
- (hrv.) Istina o vikinzima